# FK Jedinstvo Putevi
Jedinstvo Putevi, serb: ФK Jeдинcтвo Путeви – serbski klub piłkarski z Užic, utworzony w 1961 roku. Obecnie występuje w Srpska Liga w grupie Srpska Liga Zapad.